# Round-the-World-Ticket

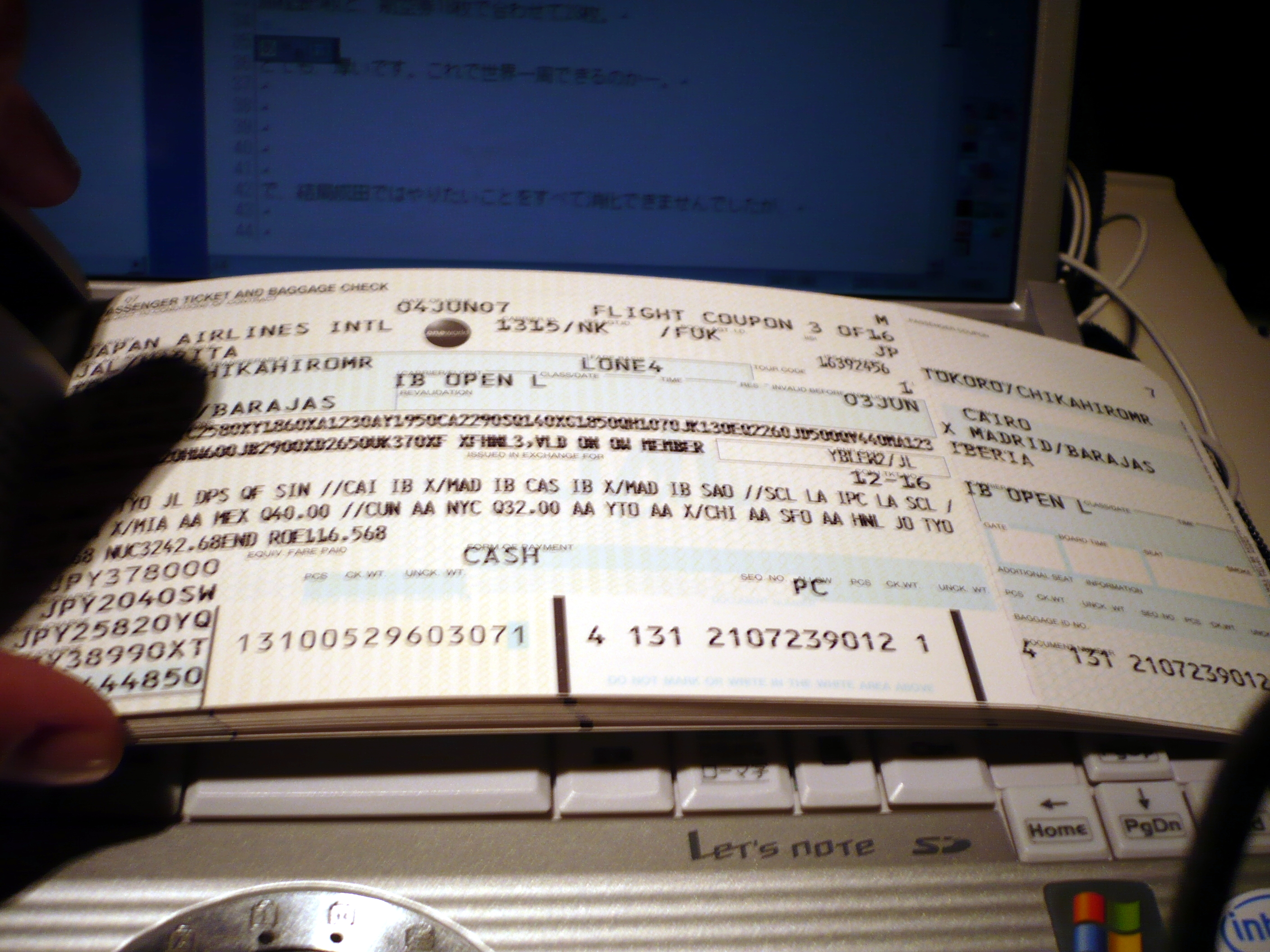
Round-the-World-Ticket von Oneworld

Ein Round-The-World-Ticket, kurz RTW-Ticket, ist ein Flugschein, der speziell darauf ausgelegt ist, Reisenden eine vollständige Umrundung der Welt zu ermöglichen.
RTW-Tickets gibt es in vielen Variationen, zum Beispiel mit einer begrenzten Anzahl von Stopovers (üblicherweise mindestens zwei, höchstens 15), einer begrenzten Reisedauer (mindestens zehn, höchstens 365 Tage), oder einer begrenzten Anzahl an Kontinenten, die angeflogen werden dürfen. Häufig dürfen die Stopovers gegen eine geringe Gebühr in Zeit und Ort auch während der Reise beliebig verändert werden. Einheitlich wird immer eine Überquerung des Atlantiks, eine Überquerung des Pazifiks sowie das Einhalten einer Reiserichtung (nach Osten oder Westen) und die Rückkehr zum Abflugskontinent oder -land verlangt.

## Varianten
Angeboten werden diese Tickets insbesondere von Fluggesellschaften, die Teil einer Luftfahrtallianz sind, damit das Streckennetz um die Welt herumreicht. Die bekanntesten sind die Star Alliance (28 Fluggesellschaften) und die Oneworld Alliance (14 Fluggesellschaften). Die Preise beginnen bei etwa 1.300 Euro in der Economy Class. Meist wird ein vergleichsweise kleiner Pauschalbetrag pro Stopover aufgeschlagen.

## Beförderungsklassen
Es werden Round-The-World-Tickets für alle Beförderungsklassen angeboten.

## Bedingungen
Die Bedingungen der RTW-Tickets unterscheiden sich oftmals hinsichtlich ihrer Flexibilität. Meist gilt die folgende Regel: Je höher der Preis, desto mehr Möglichkeiten hat der Ticketbesitzer. Dies betrifft hauptsächlich die Umbuchungs- und Verfügbarkeitspolitik der entsprechenden Fluggesellschaft. Vor allem die Um- und Neubuchungen einer Teilstrecke können bei günstigen Tickets eine Zuzahlung erfordern. Auch eine ungewollte Umbuchung aufgrund einer Überbuchung des Flugs durch die Airline ist nicht auszuschließen.